# Верчеллі
Верчеллі (італ. Vercelli, п'єм. Vërsèj) — муніципалітет в Італії, у регіоні П'ємонт, столиця провінції Верчеллі.
Верчеллі розташоване на відстані близько 510 км на північний захід від Рима, 65 км на північний схід від Турина.
Населення — 46 834 особи (2014).

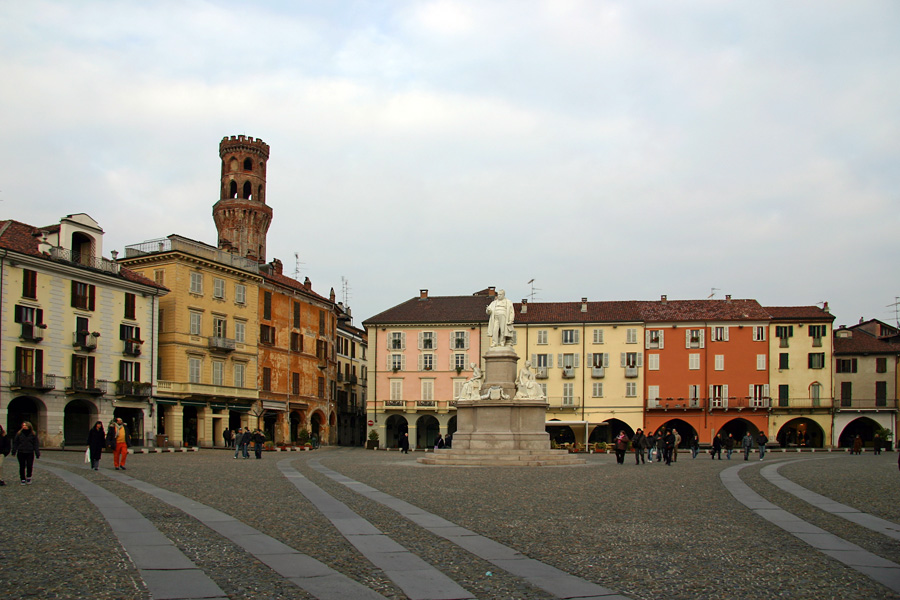

Щорічний фестиваль відбувається 1 серпня. Покровитель — Sant'Eusebio.

## Демографія
Населення за роками:

Станом на 1 січня 2023 року в муніципалітеті офіційно проживало 6126 іноземців з 107 країн, серед них 992 громадяни країн Євросоюзу та 343 громадяни України.

## Уродженці
- Джован Баттіста Піровано (*1937 — †2014) — італійський футболіст, захисник.
- Ермандо Малінверні (*1919 — †1993) — італійський футболіст, півзахисник.
- Франческо Борелло (*1902 — †1979) — італійський футболіст, нападник.
- Карло Корна (*1891 — †1964) — італійський футболіст, нападник, згодом — футбольний тренер.
- Вінченцо Фрезія (*1888 — †1946) — італійський футболіст, нападник, згодом — футбольний тренер.
- Анджело Піккалуга (*1906 — †1993) — італійський футболіст, нападник, згодом — футбольний тренер.
- Маріо Дзанелло (*1903 — †1981) — італійський футболіст, захисник, згодом — футбольний тренер.
- Северіно Россо (*1898 — †1976) — італійський футболіст, півзахисник, згодом — футбольний тренер.
- Антоніо Бруна (*1895 — †1976) — італійський футболіст, захисник.
- Луїджі Джуліано (*1930 — †1993) — італійський футболіст, опорний півзахисник, згодом — футбольний тренер.
- Джузеппе Каванна (*1905 — †1976) — італійський футболіст, воротар, згодом — футбольний тренер.
- Еусебіо Кастільяно (*1921 — †1949) — італійський футболіст, півзахисник.
- Вірджиніо Розетта (*1902 — †1975) — італійський футболіст, захисник, згодом — футбольний тренер.
- Уго Ферранте (*1945 — †2004) — італійський футболіст, ліберо.
- П'єтро Ферраріс (*1912 — †1991) — італійський футболіст, нападник.

## Сусідні муніципалітети
- Азільяно-Верчеллезе
- Борго-Верчеллі
- Карезанаблот
- Дезана
- Ліньяна
- Ольчененго
- Палестро
- Прароло
- Саласко
- Салі-Верчеллезе
- Сан-Джермано-Верчеллезе
- Віллата
- Вінцальйо
- Куінто-Верчеллезе
- Ольчененго